# Arroyo de la China (arroyo)
El arroyo de la China es un pequeño curso de agua de la cuenca hidrográfica del río Uruguay, ubicado en la provincia argentina de Entre Ríos. 
Nace en las afueras de la ciudad de Concepción del Uruguay, en el Departamento Uruguay y se dirige con rumbo este hasta desembocar en el río Uruguay marcando el límite sur del área urbana de dicha ciudad. Lo atraviesa la Ruta Nacional 14.
Antes de la fundación de Concepción del Uruguay, la precaria población preexistente en su lugar era conocida como Arroyo de la China, nombre que subsistió informalmente por mucho tiempo después.
- Datos: Q5706135